# Habitatges Hospital Militar
L'Habitatges Hospital Militar és una obra racionalista de Barcelona inclosa a l'Inventari del Patrimoni Arquitectònic de Catalunya.

## Descripció
Edifici d'habitatges socials, situat sobre la falda del turó de Vallcarca, que exemplifica la voluntat de casar l'arquitectura del moviment modern amb la potencialitat constructiva contemporània mitjançant sistemes de construcció artesanals. Parteix del plantejament de la unitat residencial, en la qual els propietaris obtenien l'habitatge i l'usdefruit dels espais col·lectius de l'edifici i el jardí, amb la intenció de conscienciar els veïns de la necessitat de mantenir la finca.
L'estructura dels murs de càrrega, les arquitectures tradicionals i la coberta a dues aigües, fan d'aquesta obra un exemple de voler lligar l'arquitectura del moviment Modern, aliena al creixement local de la construcció, amb les possibilitats del context del moment, tècniques i econòmiques, immers en els mètodes artesanals de construcció.

## Història
Aquesta edificació de Moragues segueix els patrons tradicionals, els sistemes de protecció i corresponsabilitat amb l'entorn. Es tracta d'un experiment urbà únic a Barcelona.